# Nilea sallax
Nilea sallax là một loài ruồi trong họ Tachinidae.